# شارون كريتش
شارون كريتش (بالإنجليزية: Sharon Creech)‏ (29 يوليو 1945)، هي كاتبة روائية أمريكية، متخصصة في كتابة روايات الأطفال، وهي أول أمريكية تحصل على جائزة كارنيجي للكتب البريطانية في مجال روايات الأطفال.

## السيرة الذاتيَّة
ولدت شارون كريش في جنوب إقليدس، أوهايو، إحدى ضواحي كليفلاند، حيث نشأت مع والديها (آن وأرفيل)، وأخت واحدة (ساندي)، وثلاثة أشقاء (دينيس ودوغ وتوم). عملت كمدرسة لتدريس اللغة الإنجليزية في المدارس الثانوية في إنجلترا وسويسرا. ونشرت أول رواية للأطفال لها بعنوان "Absolutely Normal Chaos" في المملكة المتحدة عام 1990، ونشرت روايتها الثانية في الولايات المتحدة بعنوان "Walk Two Moons" عام 1994، والتي حصلت على جائزة نيوبري الأمريكية في عام 1995، وفي نفس العام، نشرت رواية بعنوان "Absolutely Normal Chaos" في الولايات المتحدة، التي تدور أحداثها في مدينة يوكليد بولاية أوهايو.
عادت إلى الولايات المتحدة في عام 1998، بعد ان قضت 18 عامًا خارجها، وهي متزوجة من لايل ريج، مدير مدرسة في نيوجيرسي، ولديها طفلان، روب وكارين.

## الأعمال
- 1990 The Recital, novel for adults, published as Sharon Rigg[11]
- 1991 Nickel Malley, novel for adults, published as Sharon Rigg[11]
- 1992 The Center of the Universe: Waiting for the Girl, play[11]
- 1990 Absolutely Normal Chaos
- 1994 Walk Two Moons
- 1996 Pleasing the Ghost
- 1997 Chasing Redbird
- 1998 Bloomability
- 2000 Fishing in the Air
- 2000  The Wanderer
- 2001 أحب ذلك الكلب
- 2001 A Fine, Fine School
- 2002 Ruby Holler
- 2003 Granny Torrelli Makes Soup
- 2004  Heartbeat
- 2005  Replay
- 2006 Who's That Baby
- 2007 The Castle Corona (Illustrated by David Diaz)
- 2008 Hate That Cat
- 2009 The Unfinished Angel
- 2012 The Great Unexpected
- 2013 The Boy on the Porch
- 2016 Moo
- 2018 Saving Winslow